# Lutzomyia servulolimai
Lutzomyia servulolimai är en tvåvingeart som först beskrevs av Damasceno R. G., Causey O. R. 1945.  Lutzomyia servulolimai ingår i släktet Lutzomyia och familjen fjärilsmyggor. Inga underarter finns listade i Catalogue of Life.